# Jorge Maggio
Jorge Maggio, conosciuto come Coco Maggio (Buenos Aires, 2 novembre 1982) è un attore, giornalista e conduttore televisivo argentino.

## Biografia
Comincia la sua carriera nel 2001 con Chiquititas. Nel 2002 al 2003 interpretò il ruolo di Tomas Ezcurra nella telenovela Rebelde Way. Nel 2003 al 2004 condusse il tour con il gruppo Erreway. Nel 2004 iniziò le riprese di un nuovo ruolo, ovvero Julian, nella telenovela Flor - Speciale come te. Nel 2006 interpretò Coco in El refugio.

## Filmografia

### Televisione
- Chiquititas – serial TV (2001)
- Rebelde Way – serial TV (2002)
- Flor - Speciale come te (Floricienta) – serial TV (2004)
- Telenovela Ba'am (2005)
- El refugio – serial TV (2006)
- Romeo y Julieta – serial TV (2007)
- Enseñame a vivir – serial TV (2009)
- Tackle de primera – programma TV, conduttore (2010-2011)
- Rugby Fun – programma TV, conduttore (2011-2015)
- Tendencia – programma TV (2012)
- FansWorld – programma TV, conduttore (2013-2015)
- Combate – programma TV, conduttore (2016)
- Fabrica de sueños – programma TV, conduttore (2017)
- Estos es guerra – programma TV (2017)
- Cumbia Pop – serial TV (2017)

## Teatro
- Chiquititas (2001)
- Rebelde Way (2002-2003)
- 04 (2003-2004)
- Floricienta (2004)

## Doppiatori italiani
Nelle versioni in italiano delle opere in cui ha recitato, Jorge Maggio è stato doppiato da:
- Massimo Di Benedetto e Gianluca Crisafi in Rebelde Way[1]
- Gianluca Crisafi in El refugio[2]